# Булыгин, Андрей (землепроходец)
Андре́й Булы́гин — русский землепроходец середины XVII века, осваивавший территории современных Хабаровского края и Якутии, сын боярский.

## Детали биографии
О биографии Булыгина сохранились лишь отрывочные сведения, в основном связанные с освоением территории современного Охотского района Хабаровского края после экспедиции Копылова — Москвитина. В июле 1650 года в основанный за несколько лет до того Охотский острог был отправлен отряд из 28 человек под командованием Семёна Епишева. В 1652 году в районе острога произошло восстание: эвенки напали на его защитников значительно превосходящими силами, и те вынуждены были уйти на юг к реке Улье, где было русское зимовье. Охотский острог был уничтожен; около двух лет на Охоте не было служилых людей.
В 1653 году якутский воевода М. С. Ладыженский послал Андрея Булыгина на смену Епишеву. Встреча произошла весной 1654 года в устье Ульи, до которой отряд Булыгина дошёл от устья реки Улкан по морю на кочах. «И на Улье заехал я Андрюшка прежних приказных Семена Епишева да Бориска Оноховского с служилыми людми и Семен Епишев мне Андрюшке сказал, что де на Охоте ясачной острожек от иноземцев сожжен, и аманаты де все ушли, и на Охоте служилых людей нет никого, а жить де на Охоте от иноземцев не в силу», — так впоследствии докладывал Булыгин воеводе Ладыженскому об этой встрече и о делах на Охоте.
Надо было принимать срочные меры, и Булыгин, не задерживаясь долго на Улье и взяв с собой 34 служилых и Бориса Оноховского, по-прежнему на кочах поспешил на Охоту. Сильным волнением кочи выбросило на берег недалеко от устья реки Урак. Погибли все запасы, люди едва спаслись. На Ураке на отряд Булыгина напали эвенки, которые не хотели допускать на свои земли пришельцев. Завязался ожесточённый бой, продолжавшийся несколько дней. В конце концов, как сообщает в своей «отписке» Булыгин, «Бог пособил, государским счастьем от тех больших людей отстояли, и из них на том бою Унактыгирского роду в аманаты доброго мужика именем Уюка взяли и под того нового аманата вновь государева ясаку взяли на 163 год». На Охоту отряд Булыгина прибыл 25 июня и приступил к постройке нового острога на месте сожжённого: «И после того я Андрюшка с служилыми людми и с Борисовыми полчаны на Охоте реке острог поставили, мерою в длину 20 сажен, а поперег 10 сажен».
Размер отправленного в 1654 году в Якутск ясака с окрестных эвенов составлял 264 шкурки соболей и чернобурых лисиц. В Москве их стоимость оценивалась в несколько тысяч серебряных рублей — целое состояние. Уже в 1655 году острог Булыгина затопил разлив Охоты, и новые укрепления пришлось строить в 7 верстах выше по течению. Документы XVII века сохранили подробные описания этого острога: бревенчатый частокол высотой около 4 метров на берегу Охоты образовывал треугольник, над которым возвышалась рубленная из дерева квадратная трёхэтажная башня высотой около 10 метров. Внутри частокола располагалось семь больших изб и амбаров, в них хранились припасы, оружие и собранная «меховая казна».
Булыгин оставался на Охоте до 1659 года, продолжая укреплять и защищать этот важный опорный пункт Русского царства на тихоокеанских берегах.
Под 1663—1665 годами Булыгин упоминается как «приказчик» (чиновник, подчиняющийся воеводе) Зашиверского острожка. В 1665 году торговые и промышленные люди из Зашиверска писали на него челобитную: «Он же Андрей всякими обидами их обидит и приметываетца своими бездельными приметы и побрал у них юкагирей всякие последние животишка и олени и ясаку-де им промышлять не на чем и жить-де им стало не можно». Превышение полномочий местными чиновниками при сборе ясака в тот период было обычным делом.